# 玄武安山岩

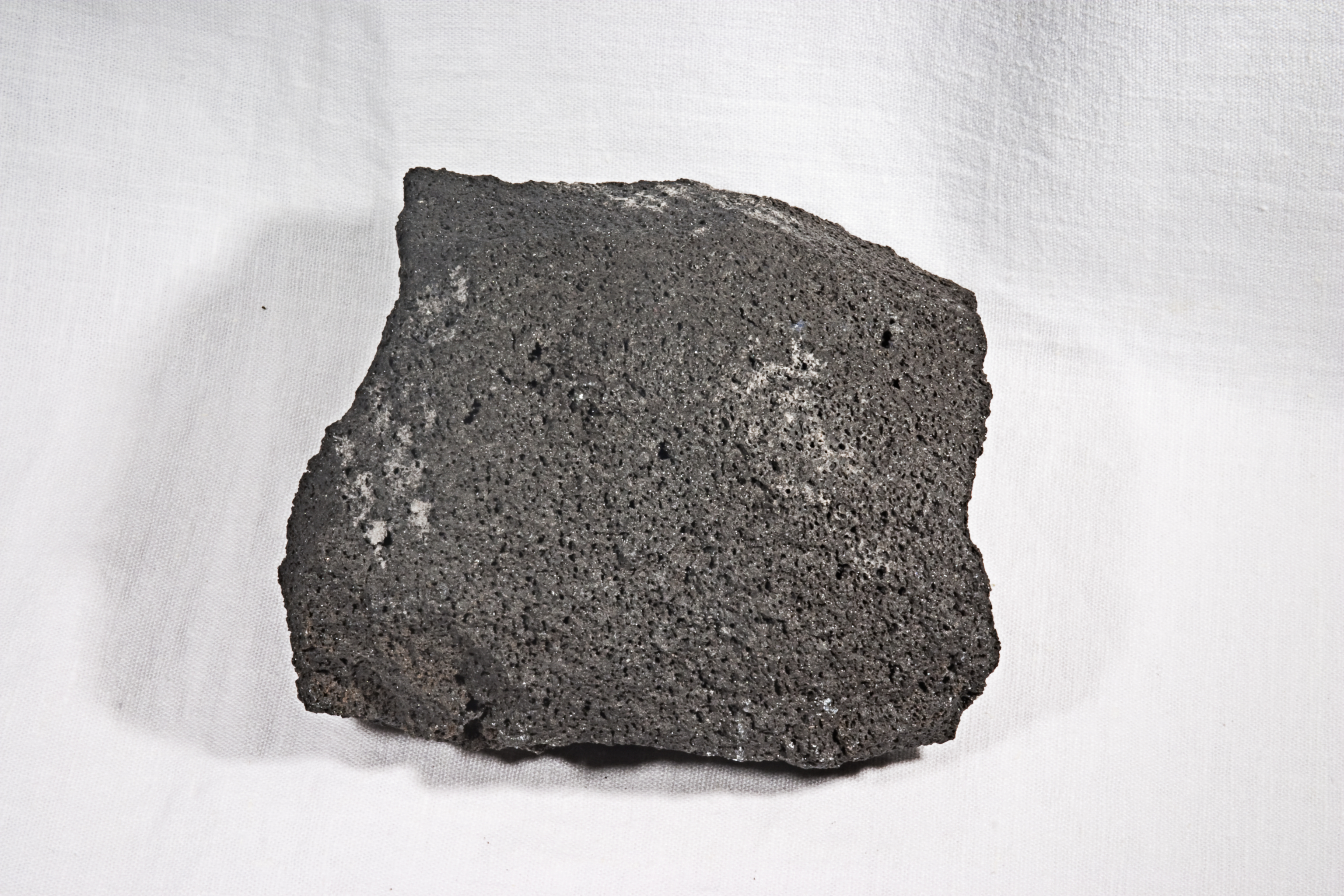
墨西哥Parícutin火山的玄武安山岩

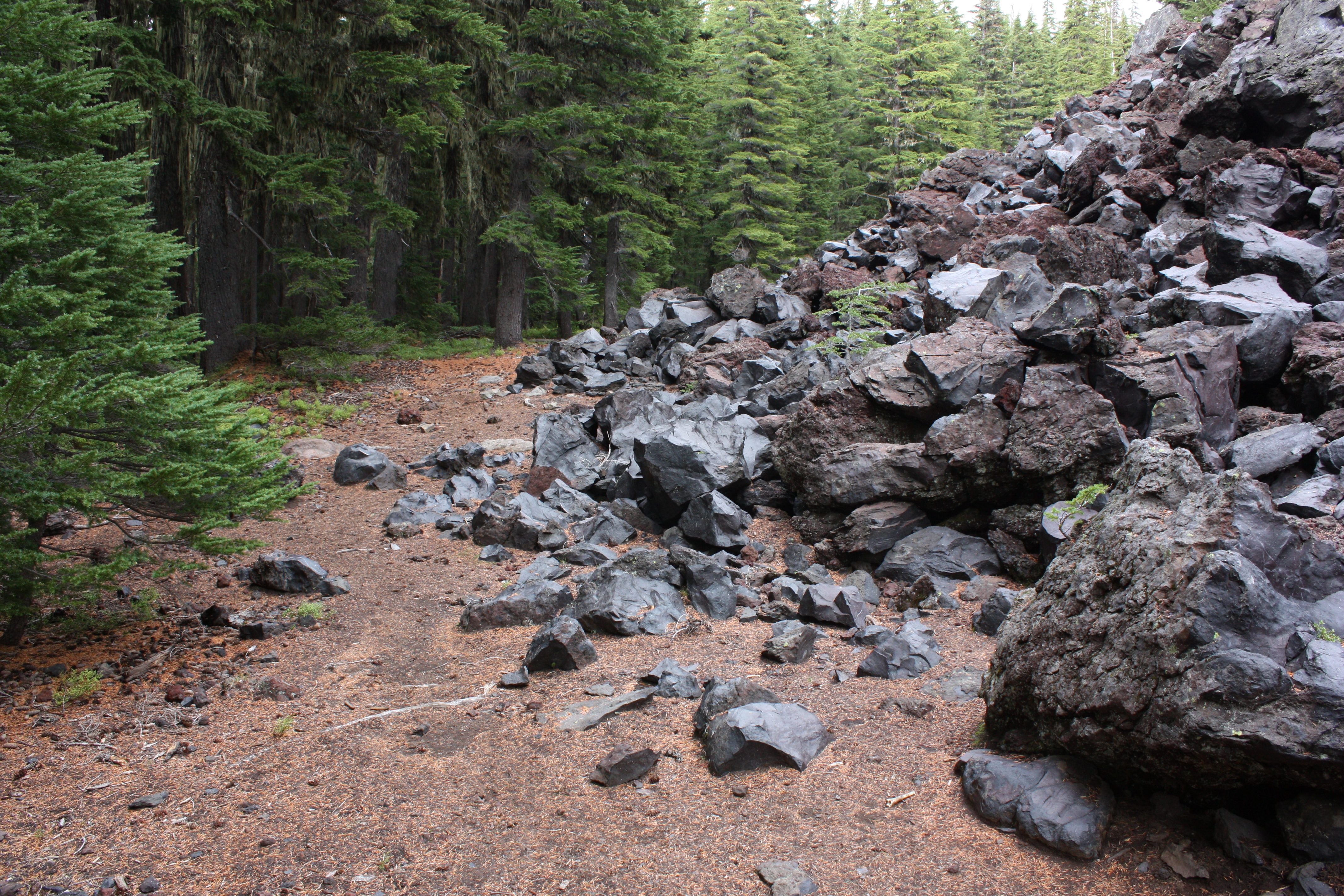
喀斯喀特山脈的玄武安山岩

玄武安山岩（英語：basaltic andesite）是一種含有約55％二氧化矽的火山岩。它與玄武岩和安山岩的不同之處在於二氧化矽含量的百分比不同。玄武安山岩中的礦物包括橄欖石、輝石和斜長石 。玄武岩安山岩可在世界各地的火山中找到，包括中美洲和南美州的安第斯山脈。